# Hypogeococcus concordiensis
Hypogeococcus concordiensis är en insektsart som beskrevs av Williams och Granara de Willink 1992. Hypogeococcus concordiensis ingår i släktet Hypogeococcus och familjen ullsköldlöss. Inga underarter finns listade i Catalogue of Life.